# Croix de cimetière du Thuit-Anger
La croix de cimetière du Thuit-Anger est un monument situé au Thuit-Anger, en France.

## Historique
La croix est datée du XVe au XVIIe siècle.
La croix est inscrite comme monument historique depuis le 24 novembre 1961.